# Chaquinal
Chaquinal ist eine Ortschaft und eine Parroquia rural („ländliches Kirchspiel“) im Kanton Pindal der ecuadorianischen Provinz Loja. Die Parroquia besitzt eine Fläche von 17,4 km². Die Einwohnerzahl lag beim Zensus 2010 bei 1089.

## Lage
Die Parroquia Chaquinal liegt am Westrand der Anden im Südwesten von Ecuador, etwa 20 km von der peruanischen Grenze entfernt. Der Río Alamor fließt entlang der nördlichen Verwaltungsgrenze nach Westen. Der etwa 820 m hoch gelegene Hauptort Chaquinal befindet sich knapp 11 km nordöstlich vom Kantonshauptort Pindal sowie 3,5 km südsüdwestlich von Alamor. Die Fernstraße E25 (Pindal–Arenillas) führt an Chaquinal vorbei.
Die Parroquia Chaquinal grenzt im Norden an die Parroquia Alamor (Kanton Puyango), im Südosten an die Parroquia Celica (Kanton Celica), im zentralen Süden an Pózul (ebenfalls im Kanton Celica) sowie im Südwesten an die Parroquia 12 de Diciembre.

## Geschichte
Die Parroquia Chaquinal wurde im Jahr 1967 im Kanton Celica gegründet. Im August 1989 wurde die Parroquia Teil des neu geschaffenen Kantons Pindal.